# Surtees TS9
Der Surtees TS9 ist ein Formel-1-Rennwagen, den John Surtees 1971 für sein Team Surtees Racing Organisation entwickelte und der bis 1973 eingesetzt wurde. Er war das erfolgreichste Fahrzeug des Teams.
Die Wagen waren die Stammfahrzeuge von Surtees in den Saisons 1971 und 1972 (ab dort als TS9B) und wurden zuletzt zu zwei Rennen in der Saison 1973 eingesetzt. Auch einige Kundenteams meldeten TS9-Chassis in diesem Zeitraum zu vereinzelten Rennen. Alle Fahrzeuge wurden von einem Ford-Cosworth-DFV-Motor angetrieben.

## Geschichte
Der TS9 wurde beim Großer Preis von Südafrika in der Formel-1-Saison 1971 erstmals eingesetzt. John Surtees meldete den Wagen für sich selbst und qualifizierte sich als Sechster deutlich vor seinen Werksfahrern, die mit den älteren TS7 starteten und nur hintere Startplätze erreichen konnten. Surtees konnte den TS9 beim Debüt nicht ins Ziel bringen – er musste den Wagen mit Getriebeschaden vorzeitig abstellen. Zum folgenden Lauf in Spanien erhielt auch Rolf Stommelen das neue Fahrzeug. Beiden Fahrern gelang es, über die Saison je drei Punkte zu erzielen. Das beste Saisonergebnis erfuhr aber Mike Hailwood, der den Großer Preis von Italien, dessen Zieleinlauf als der knappste in der Formel-1-Geschichte bezeichnet wurde, als Vierter beendete. Hailwood befand sich in der führenden Fahrzeuggruppe und überfuhr mit nur 0,18 Sekunden Rückstand auf den Sieger Peter Gethin die Ziellinie. Weitere Fahrer waren Derek Bell und Sam Posey, die zu je einem Rennen starteten, aber beide ausschieden. Posey ersetzte in den USA Gijs van Lennep, der sich bereits qualifiziert hatte, aber nicht zum Rennen startete.
Für die Formel-1-Saison 1972 trat Surtees aus seiner Fahrerrolle zurück, um sich auf das Management seines Rennstalls zu konzentrieren. Mike Hailwood wurde zum Stammfahrer befördert und bekam mit Tim Schenken und Andrea de Adamich zwei neue Teamkollegen. Der TS9 wurde zur Variante TS9B weiterentwickelt. Schenken erzielte als Fünfter bei der Saisoneröffnung in Argentinien zwei Punkte, war danach aber nicht mehr erfolgreich. De Adamich gelang als Vierter in Spanien auch nur eine einzige Platzierung in den Punkterängen. Ganz anders verlief die Saison aber für Hailwood, der das Rennen in Argentinien ausließ und erst beim Großer Preis von Südafrika startete. Er qualifizierte sich dort auf den vierten Startplatz und kämpfte im Rennen sogar um die Führung, bis er mit Aufhängungsschaden aufgeben musste. Über die Saison erreichte er weitere Erfolge in Form von WM-Punkten und beendete den Großer Preis von Italien auf dem zweiten Rang. Weitere Starter waren Sam Posey und der rhodesische Rennfahrer John Love, der einen TS9B für das Rennen in Südafrika mietete und mit seinem Team Gunston betrieb. Am Saisonende belegte das Team Surtees mit 18 Punkten den fünften Rang in der Konstrukteursmeisterschaft. Das war das beste Ergebnis in der Teamgeschichte.
Da zum Beginn der Formel-1-Saison 1973 der Nachfolger TS14 bereits fertiggestellt war, wurden die TS9 in die Rolle der Ersatzfahrzeuge zurückgestuft. Die Wagen wurden außerdem für einzelne Rennen für Dritt- bzw. Viertfahrer vermietet, die für den Renneinsatz bezahlten bzw. von eigenen Sponsoren unterstützt wurden. Luiz Bueno und Andrea de Adamich starteten zu je einem Lauf, blieben aber erfolglos. Danach wurden die TS9 in keinen Rennen mehr eingesetzt.
Zwischen 1971 und 1973 starteten diverse Fahrer mit einem TS9 zudem bei Formel-1-Rennen ohne Weltmeisterschaftsstatus. Dort war der Wagen deutlich erfolgreicher als in der Meisterschaft – es konnten neben einem Rennsieg diverse Podestplatzierungen erreicht werden.

## Technik
Der Surtees TS9 wurde als Nachfolger für den Surtees TS7 entwickelt und von diesem abgeleitet. Insbesondere in der ersten Fahrzeugvariante von Anfang 1971 finden sich noch viele Übereinstimmungen, so auch die als Badewannenform bezeichnete, zylinderförmige Karosserie. Im Vergleich war der TS9 aber leichter und verfügte bedingt durch die Überarbeitung des Fahrwerkes über ein deutlich verbessertes Handling. Für die Saison 1972 wurde der TS9 großflächig überarbeitet, so fiel der deltaförmige Frontflügel zugunsten der zu dieser Zeit aufkommenden eckigeren Frontaufbauten weg. Auch wurden Seitenkästen hinzugefügt, die die Motorkühlung enthielten. Dieses Prinzip war 1970 im Lotus 72 debütiert und in den folgenden Jahren vom Fahrerfeld weitläufig kopiert worden. Dadurch verbesserten sich Aerodynamik und Gewichtsverteilung weiter. Die umgebauten Wagen wurden als TS9B bezeichnet. Insgesamt wurden im Surtees-Werk in Edenbridge sechs TS9 gebaut.
Der TS9 wurde wie etliche andere Formel-1-Wagen dieser Zeit von dem Ford-Cosworth-DFV-Motor angetrieben, der im Ursprung bereits auf das Jahr 1966 zurückging und dessen Entwicklung von Lotus-Teamchef Colin Chapman initiiert worden war. Im Gegenzug für die Namensnennung hatte Ford dem Motorenhersteller Cosworth £ 100.000 für die Entwicklung und Produktion dieses 3-Liter-Formel-1-Motors zur Verfügung gestellt, beteiligte sich aber nicht weiter an diesem Projekt. Der Motor war als tragendes Teil in einen Gitterrohrrahmen einbezogen; die Antriebskraft wurde über ein Hewland-Getriebe an die Hinterräder übertragen. Die Karosserie bestand aus Aluminiumblech. Das Benzin wurde von FINA geliefert, Reifenlieferant war Firestone.

## Lackierung und Sponsoring
Die TS9 wurden sowohl vom Werksteam als auch von Kundenteams in der Formel-1-Weltmeisterschaft eingesetzt. Die Werkswagen erschienen größtenteils in einer weiß-blauen Lackierung und trugen Sponsorenlogos des Teeherstellers Brooke Bond Oxo. Alternative Lackierungen wurden je nach Sponsor verwendet, die teilweise auf Rennbasis verpflichtet wurden. Das waren unter anderem Auto motor und sport, Flame Out, Ceramica Pagnossin und Champcar Inc.. Der einmalig vom Team Gunston eingesetzte TS9 trug den für den Rennstall typischen orangen Farbton.

## Galerie

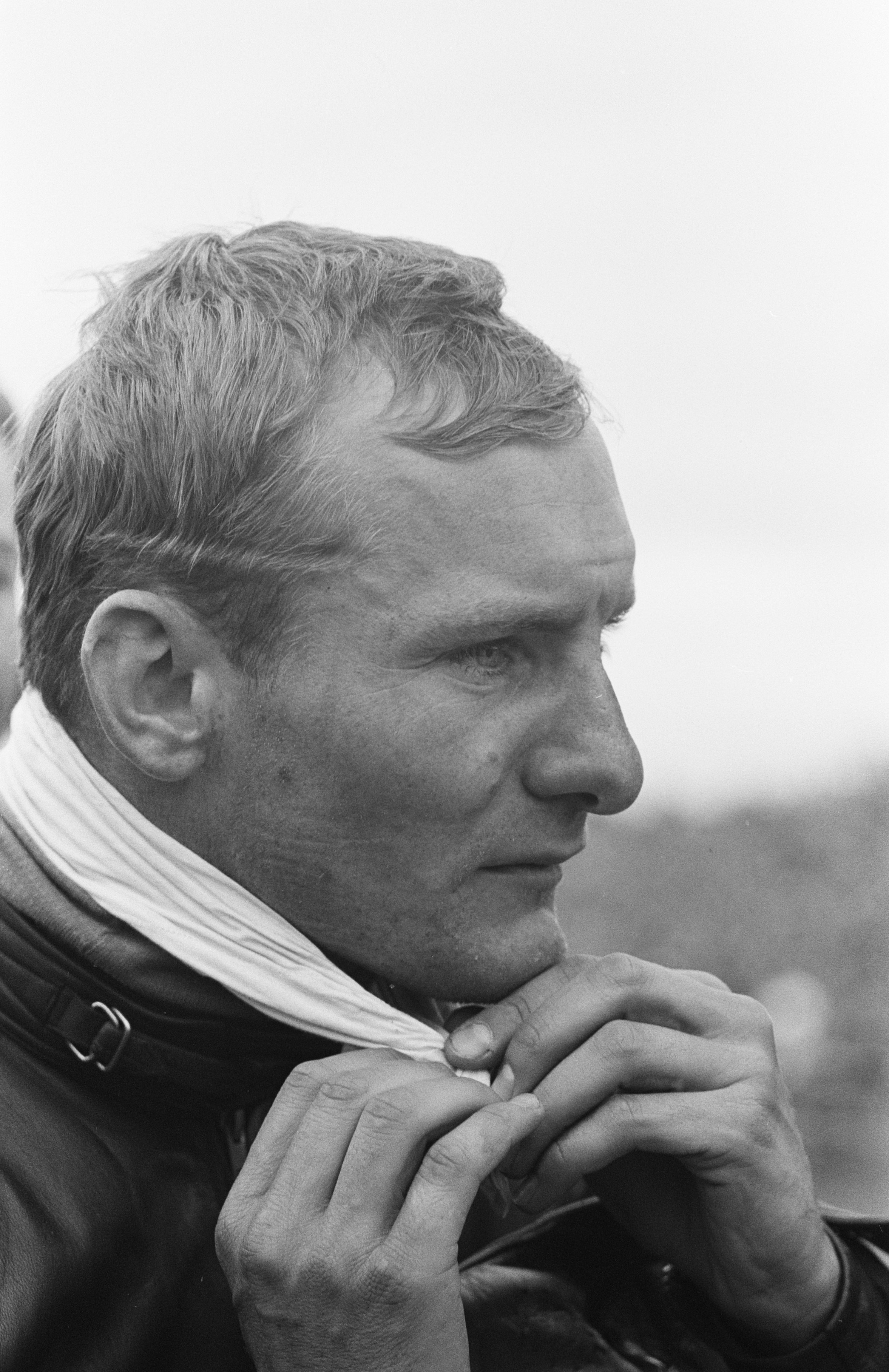
Erfolgreichster Fahrer im TS9: Mike Hailwood
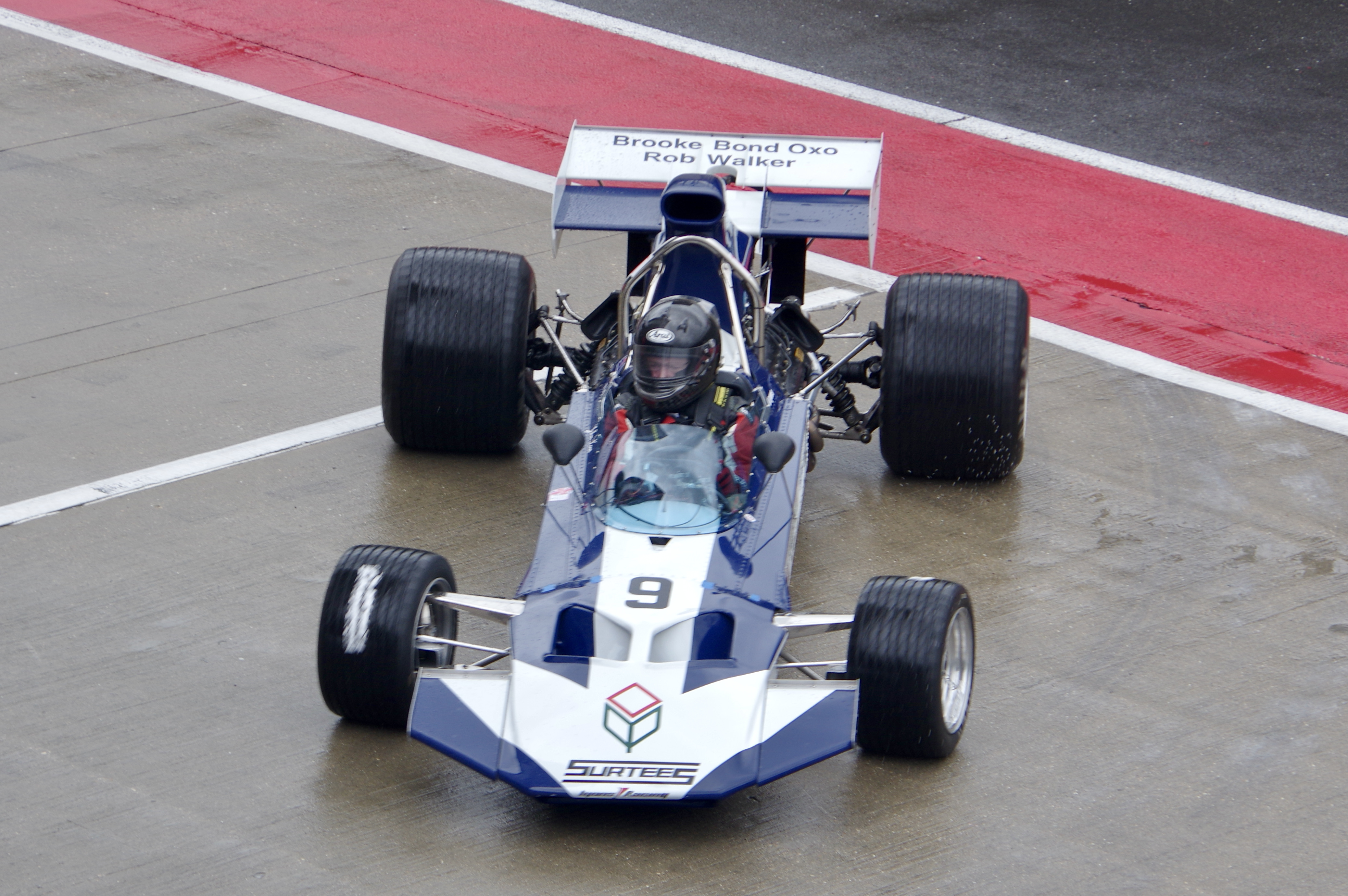
Frontalansicht TS9 von 1971
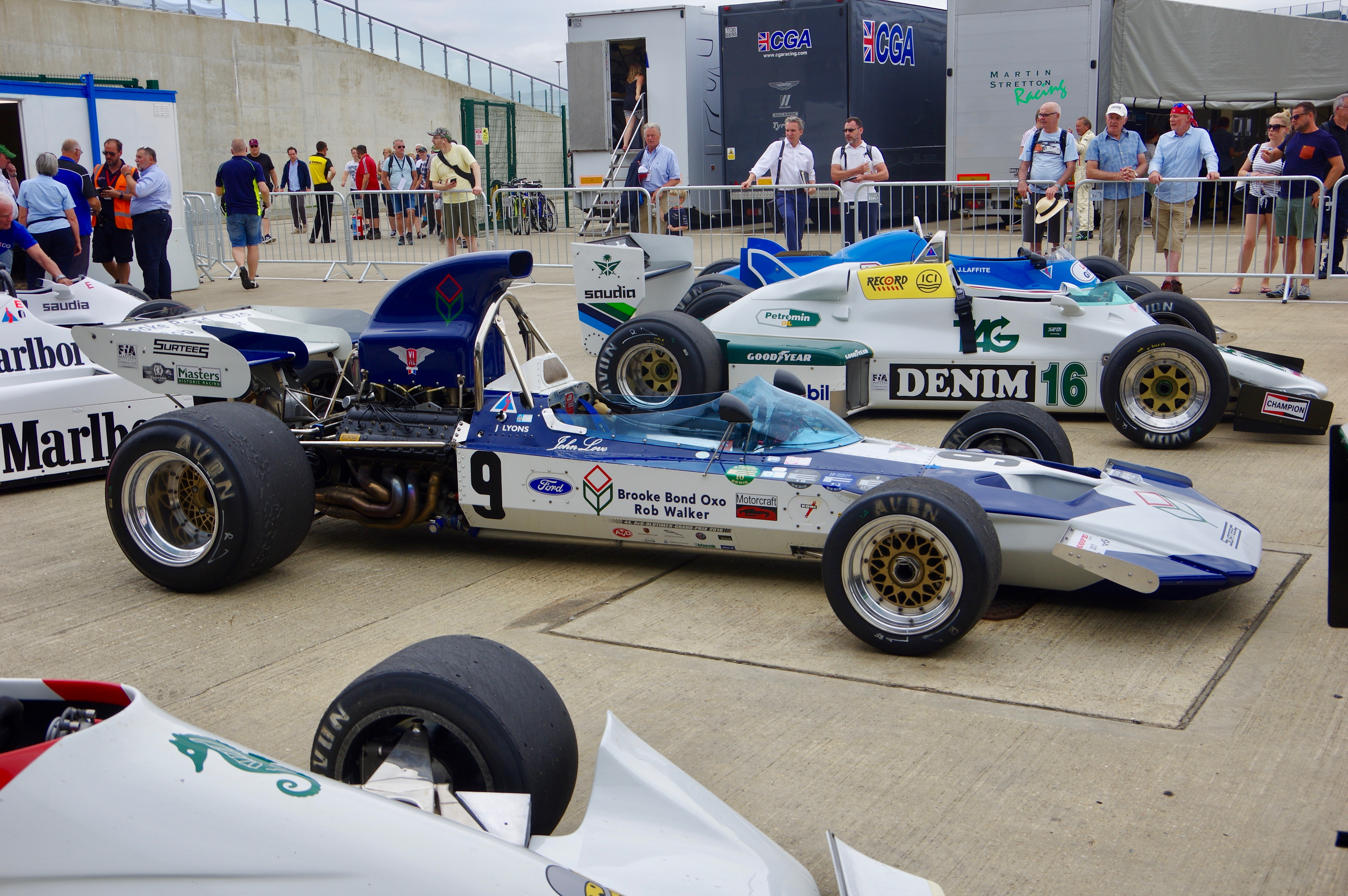
Seitenansicht TS9 von 1971
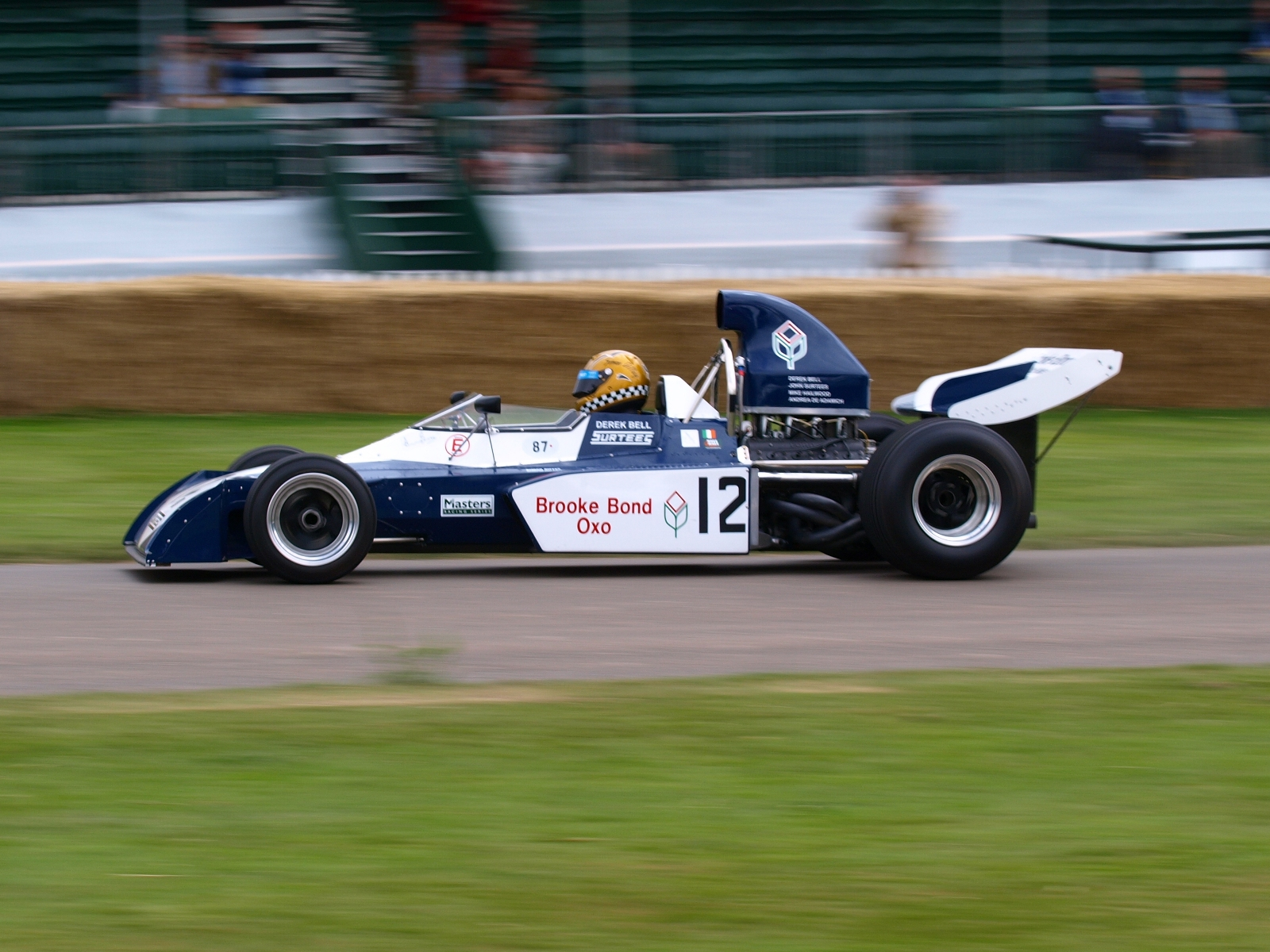
Seitenansicht TS9B von 1972
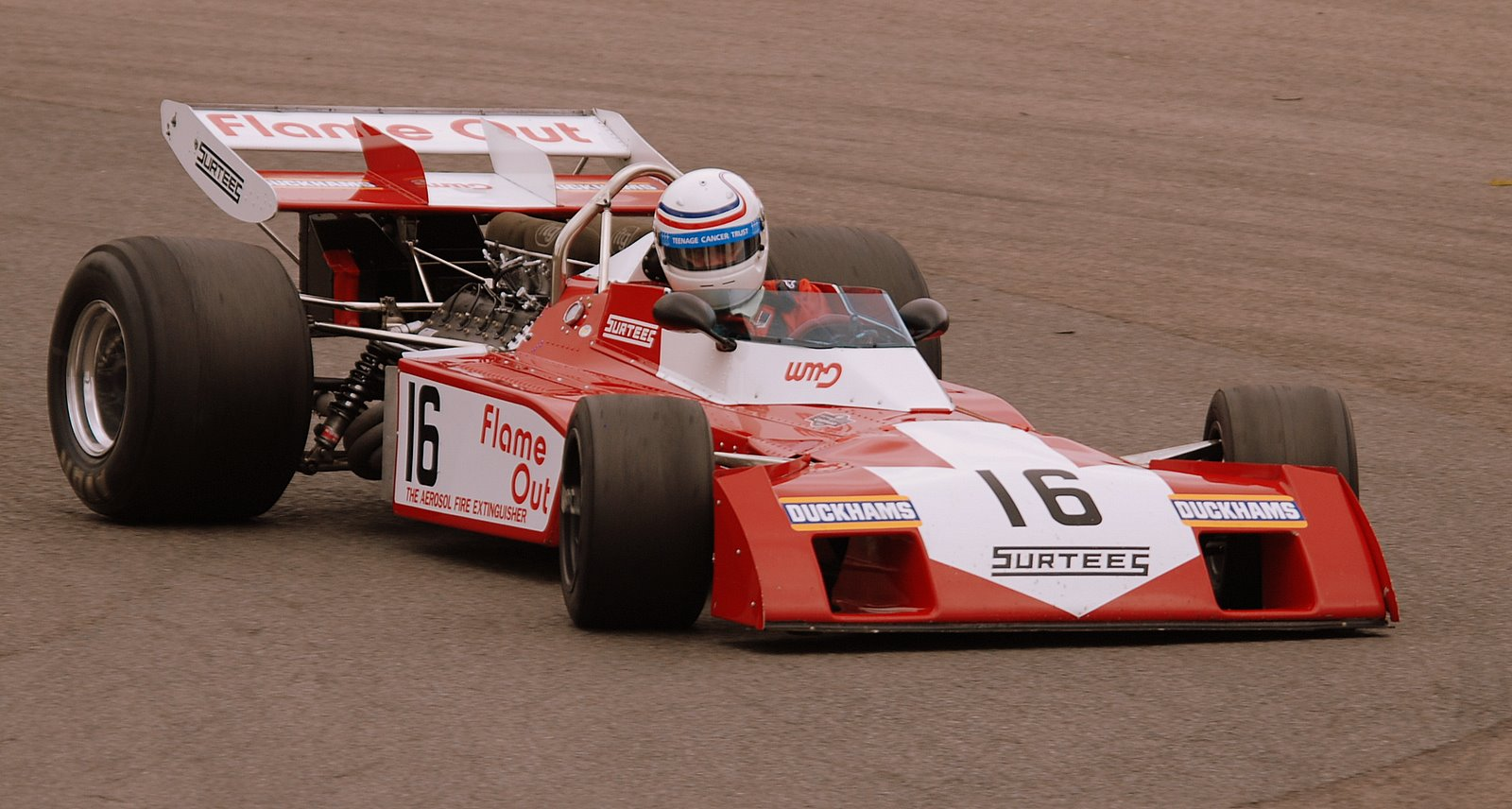
TS9B von 1972 mit Flame-Out-Sponsoring
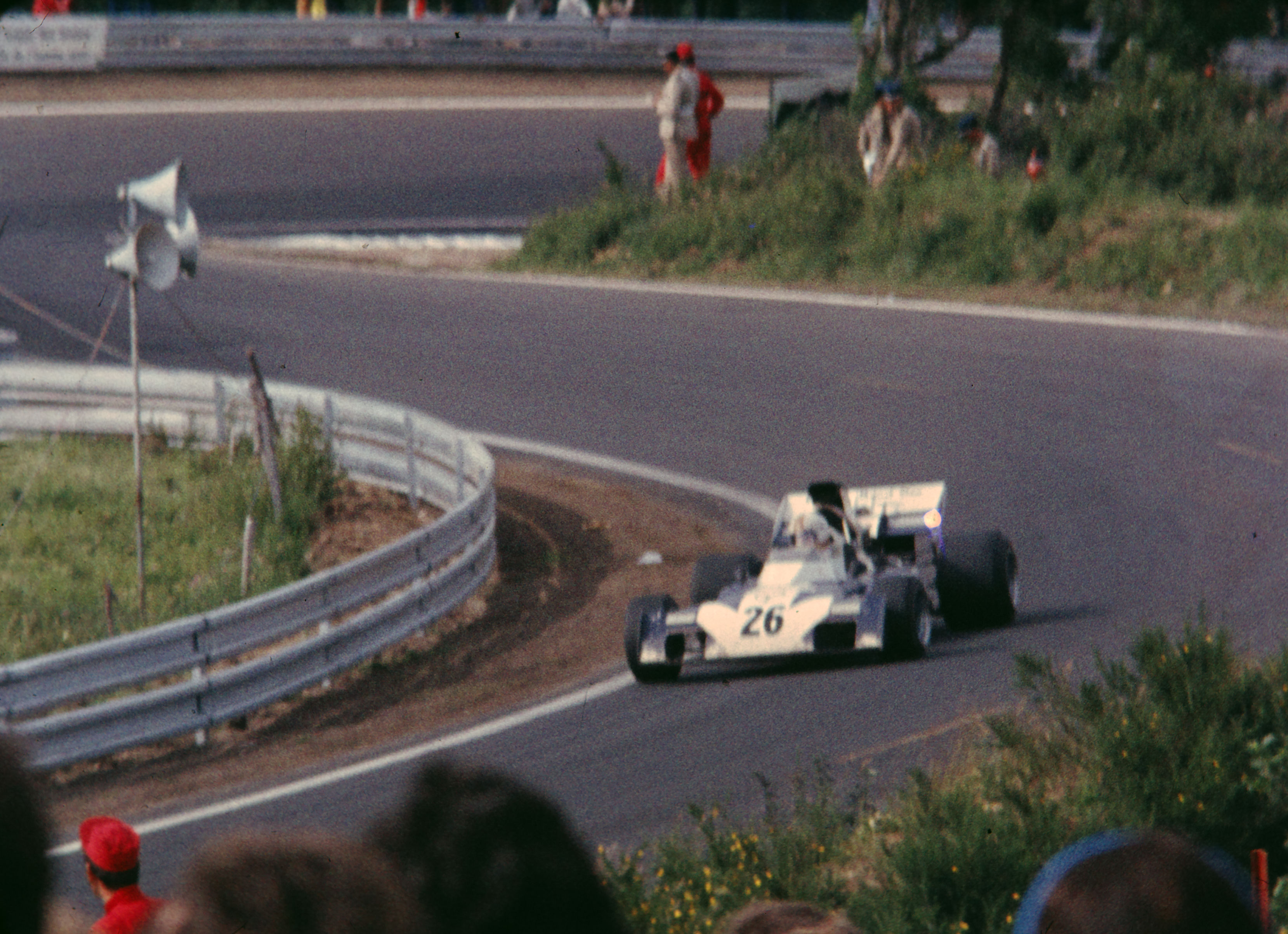
Mike Hailwood im TS9B in Frankreich, 1972
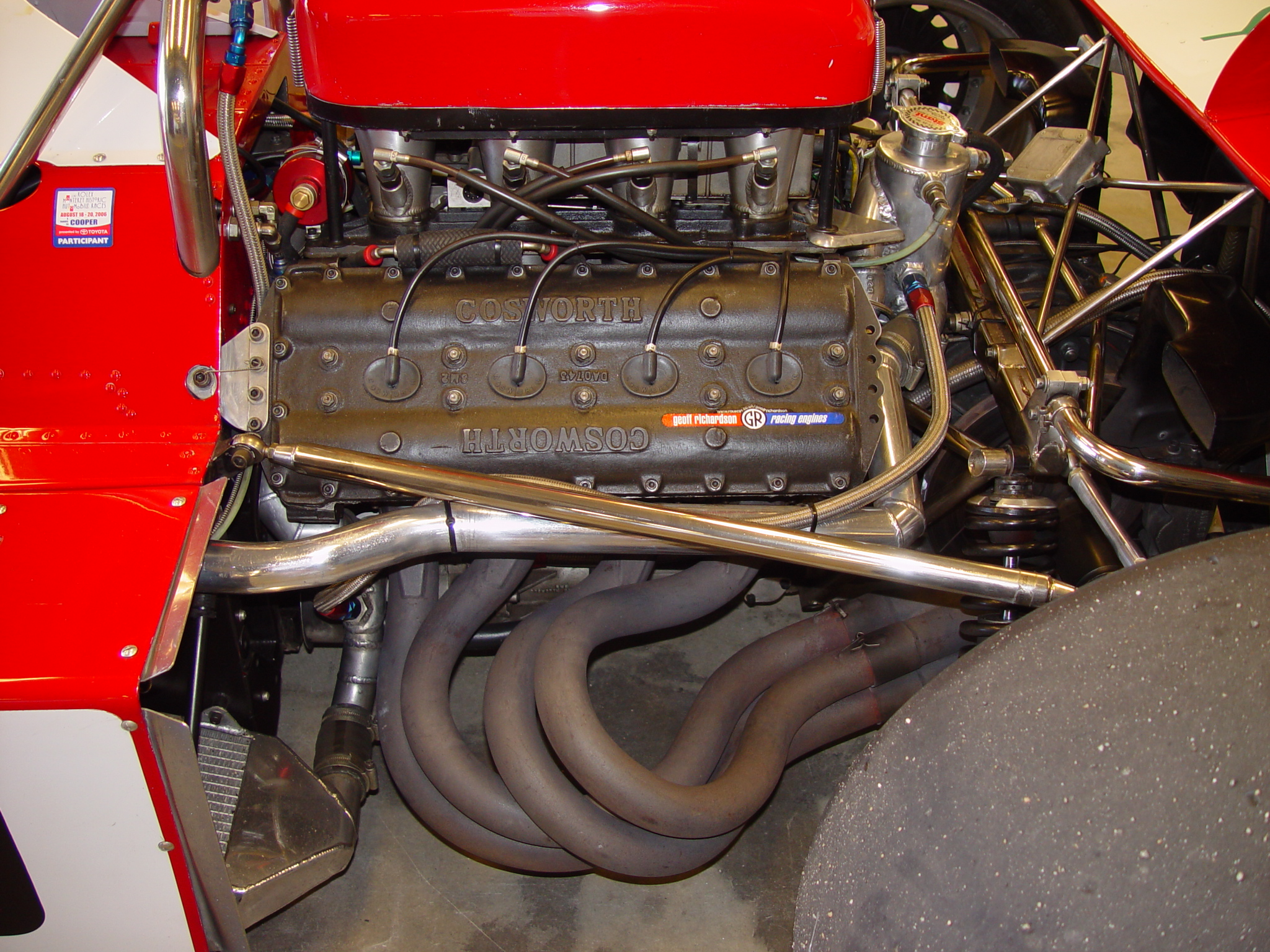
Blick auf den Cosworth-DFV-Motor eines TS9B

## Ergebnisse

### Statistik in der Automobil-Weltmeisterschaft
Diese Statistik umfasst alle Ergebnisse von Fahrern, die mit einem TS9-Chassis an Rennen der Automobil-Weltmeisterschaft teilnahmen, die heutzutage als Formel-1-Weltmeisterschaft bezeichnet wird.
Einzelergebnisse
| Fahrer               | Nr.                  | 1   | 2   | 3   | 4   | 5   | 6   | 7   | 8   | 9   | 10  | 11  | 12  | 13 | 14 | 15 | Punkte | Rang |
| Formel-1-Saison 1971 | Formel-1-Saison 1971 |     |     |     |     |     |     |     |     |     |     |     |     |    |    |    | 8      | 8.   |
| John Surtees         | – 1                  | DNF | 11  | 7   | 5   | 8   | 6   | 7   | DNF | DNF | 11  | 17  |     |    |    |    | 8      | 8.   |
| Rolf Stommelen       | – 1                  |     | DNF | 6   | DSQ | 11  | 5   | 10  | 7   | DNS | DNF |     |     |    |    |    | 8      | 8.   |
| Derek Bell           | – 1                  |     |     |     |     |     | DNF |     |     |     |     |     |     |    |    |    | 8      | 8.   |
| Mike Hailwood        | – 1                  |     |     |     |     |     |     |     |     | 4   |     | 15  |     |    |    |    | 8      | 8.   |
| Gijs van Lennep      | – 1                  |     |     |     |     |     |     |     |     |     |     | DNS |     |    |    |    | 8      | 8.   |
| Sam Posey            | – 1                  |     |     |     |     |     |     |     |     |     |     | DNF |     |    |    |    | 8      | 8.   |
| Formel-1-Saison 1972 | Formel-1-Saison 1972 |     |     |     |     |     |     |     |     |     |     |     |     |    |    |    | 18     | 5.   |
| Mike Hailwood        | – 1                  |     | DNF | DNF | DNF | 4   | 6   | DNF | DNF | 4   | 2   |     | 17  |    |    |    | 18     | 5.   |
| Tim Schenken         | – 1                  | 5   | DNF | 8   | DNF | DNF | 17  | DNF | 14  | 11  | DNF | 7   |     |    |    |    | 18     | 5.   |
| Andrea de Adamich    | – 1                  | DNF | NC  | 4   | 7   | DNF | 14  | DNF | 13  | 14  | DNF | DNF | DNF |    |    |    | 18     | 5.   |
| Sam Posey            | – 1                  |     |     |     |     |     |     |     |     |     |     |     | 12  |    |    |    | 18     | 5.   |
| John Love            | – 1                  |     | 16  |     |     |     |     |     |     |     |     |     |     |    |    |    | 18     | 5.   |
| Formel-1-Saison 1973 | Formel-1-Saison 1973 |     |     |     |     |     |     |     |     |     |     |     |     |    |    |    | 7      | 7.   |
| Luiz Bueno           | – 1                  |     | 12  |     |     |     |     |     |     |     |     |     |     |    |    |    | 7      | 7.   |
| Andrea de Adamich    | – 1                  |     |     | 8   |     |     |     |     |     |     |     |     |     |    |    |    | 7      | 7.   |

| Legende  | Legende            | Legende                                                          |
| Farbe    | Abkürzung          | Bedeutung                                                        |
| -------- | ------------------ | ---------------------------------------------------------------- |
| Gold     | –                  | Sieg                                                             |
| Silber   | –                  | 2. Platz                                                         |
| Bronze   | –                  | 3. Platz                                                         |
| Grün     | –                  | Platzierung in den Punkten                                       |
| Blau     | –                  | Klassifiziert außerhalb der Punkteränge                          |
| Violett  | DNF                | Rennen nicht beendet (did not finish)                            |
| Violett  | NC                 | nicht klassifiziert (not classified)                             |
| Rot      | DNQ                | nicht qualifiziert (did not qualify)                             |
| Rot      | DNPQ               | in Vorqualifikation gescheitert (did not pre-qualify)            |
| Schwarz  | DSQ                | disqualifiziert (disqualified)                                   |
| Weiß     | DNS                | nicht am Start (did not start)                                   |
| Weiß     | WD                 | zurückgezogen (withdrawn)                                        |
| Hellblau | PO                 | nur am Training teilgenommen (practiced only)                    |
| Hellblau | TD                 | Freitags-Testfahrer (test driver)                                |
| ohne     | DNP                | nicht am Training teilgenommen (did not practice)                |
| ohne     | INJ                | verletzt oder krank (injured)                                    |
| ohne     | EX                 | ausgeschlossen (excluded)                                        |
| ohne     | DNA                | nicht erschienen (did not arrive)                                |
| ohne     | C                  | Rennen abgesagt (cancelled)                                      |
| ohne     | keine WM-Teilnahme |                                                                  |
| sonstige | P/fett             | Pole-Position                                                    |
| sonstige | 1/2/3/4/5/6/7/8    | Punktplatzierung im Sprint-/Qualifikationsrennen                 |
| sonstige | SR/kursiv          | Schnellste Rennrunde                                             |
| sonstige | *                  | nicht im Ziel, aufgrund der zurückgelegten Distanz aber gewertet |
| sonstige | ()                 | Streichresultate                                                 |
| sonstige | unterstrichen      | Führender in der Gesamtwertung                                   |

Anmerkungen

### Statistik bei Formel-1-Rennen ohne Weltmeisterschaftsstatus
Diese Statistik umfasst alle Teilnahmen von Fahrern mit dem TS9 an Formel-1-Rennen ohne Weltmeisterschaftsstatus.
Einzelergebnisse
| Saison |                   | 1   | 2   | 3   | 4   | 5   | 6   | 7   | 8   |
| ------ | ----------------- | --- | --- | --- | --- | --- | --- | --- | --- |
| 1971   |                   | ARG | ROC | QUE | SPR | INT | RIN | OUL | WOR |
| 1971   | John Surtees      |     | 3   |     | DNF | 12  | 3   | 1   | 6   |
| 1971   | Rolf Stommelen    |     |     |     |     |     | 7   |     |     |
| 1971   | Mike Hailwood     |     |     |     |     |     |     |     | DNF |
| 1972   |                   | ROC | BRA | INT | OUL | REP | WOR |     |     |
| 1972   | Mike Hailwood     | 2   |     | DNF |     |     | 9   |     |     |
| 1972   | Tim Schenken      | 5   |     |     | 3   |     |     |     |     |
| 1972   | Andrea de Adamich |     | DNA |     |     | 2   | 3   |     |     |
| 1972   | Reine Wisell      |     | DNA |     |     |     |     |     |     |
| 1972   | John Surtees      |     |     | 3   |     |     |     |     |     |
| 1972   | Carlos Pace       |     |     |     |     |     | 2   |     |     |
| 1973   |                   | ROC | INT |     |     |     |     |     |     |
| 1973   | James Hunt        | 3   |     |     |     |     |     |     |     |